# Microdoris aquilus
Microdoris aquilus är en skalbaggsart som beskrevs av Hermann Burmeister 1844. Microdoris aquilus ingår i släktet Microdoris och familjen Melolonthidae. Inga underarter finns listade i Catalogue of Life.